# Pachyphyllum serra
Pachyphyllum serra är en orkidéart som beskrevs av Heinrich Gustav Reichenbach. Pachyphyllum serra ingår i släktet Pachyphyllum och familjen orkidéer.
Artens utbredningsområde är Peru. Inga underarter finns listade i Catalogue of Life.